# Манжосов, Николай Иванович
Николай Иванович Манжо́сов (1935—1997) — депутат Государственной думы второго созыва.
Родился в селе Китаевское Новоселицкого района Ставропольского края. Окончил Ставропольский государственный педагогический институт, Высшую партийную школу при ЦК КПСС.
Избирался депутатом Ставропольского краевого Совета народных депутатов. Работал заместителем председателя колхоза им. Кирова Александровского района, председателем Новоселицкого райисполкома, перед избранием в Государственную Думу был председателем колхоза им. Ленина Новоселицкого района.
В Государственную думу второго созыва был избран от избирательного округа № 052 Георгиевского района Ставропольского края. В Государственной думе был членом Аграрной депутатской группы, входил в Комитет по аграрным вопросам.
Умер 8 марта 1997 года.
В связи со смертью Манжосова в округе были назначены дополнительные выборы, на которых баллотировался Эдуард Лимонов, однако он не получил существенной поддержки, набрав всего 3899 голосов и заняв 8 место. На выборах победил председатель колхоза Иван Мещерин, набравший 60950 голосов.